# Котту
Котту, котту роті (синг. කොත්තුරොටි там. கொத்துரொட்டி; дослівно рубаний хліб) — шріланкійська головна страва, що готується з шматків роті, овочів, курки та спецій. Популяна вулична страва для вечері.

## Приготування

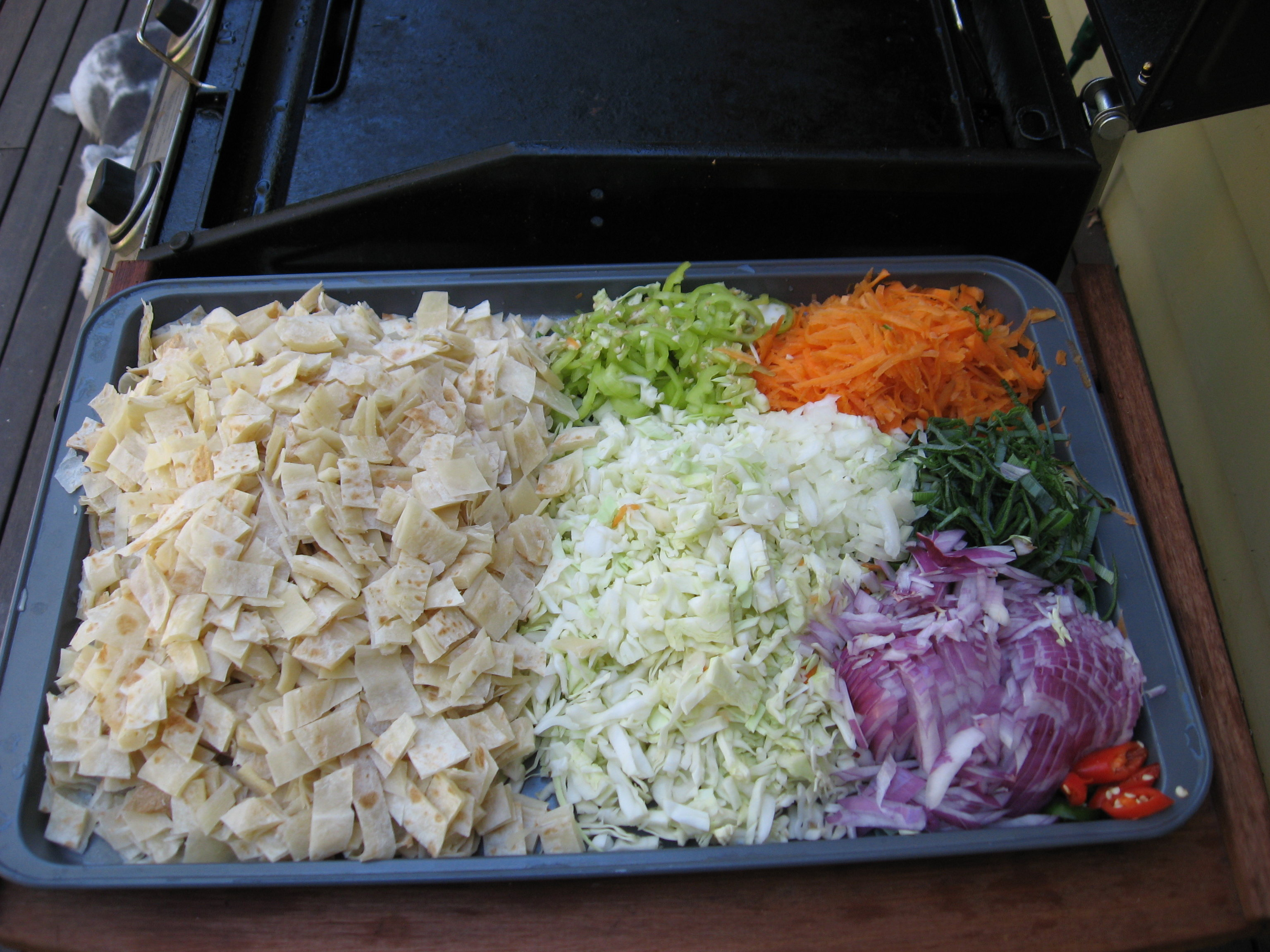
Інгредієнти для котту

Страва може бути з м'ясом, або вегетарійська. Набір овочів моє варіюватися. Спочатку обсмажують у сковорідці вок чи поверхні для смаження цибулю, імбир, часник. Потім додають курку, овочі (окрім моркви), карі. Згодом додають моркву, яйця. Коли яйце майже готове, додають шматки роті. Перемішують так 5 хвилин, щоб хліб покрився спеціями та овочами. Готову страву перед подачею ще додатково рубають плоским ножем.